# Scoparia rotuellus
Scoparia rotuellus là một loài bướm đêm trong họ Crambidae.